# عضلة طولى
العضلة الطولى (بالإنجليزية: Longissimus)‏ هي إحدى العضلات الناصبة للفقار. تمتد من الوجه الظهري للعجز حتى القحف. وهي عضلة سميكة وعريضة في قسمها السفلي، ورقيقة في قسمها العلوي. تتكون هذه العضلة من ثلاث حزم: الطولى الصدرية، الطولى العنقية، والطولى الرأسية.